# Hart (tracering)

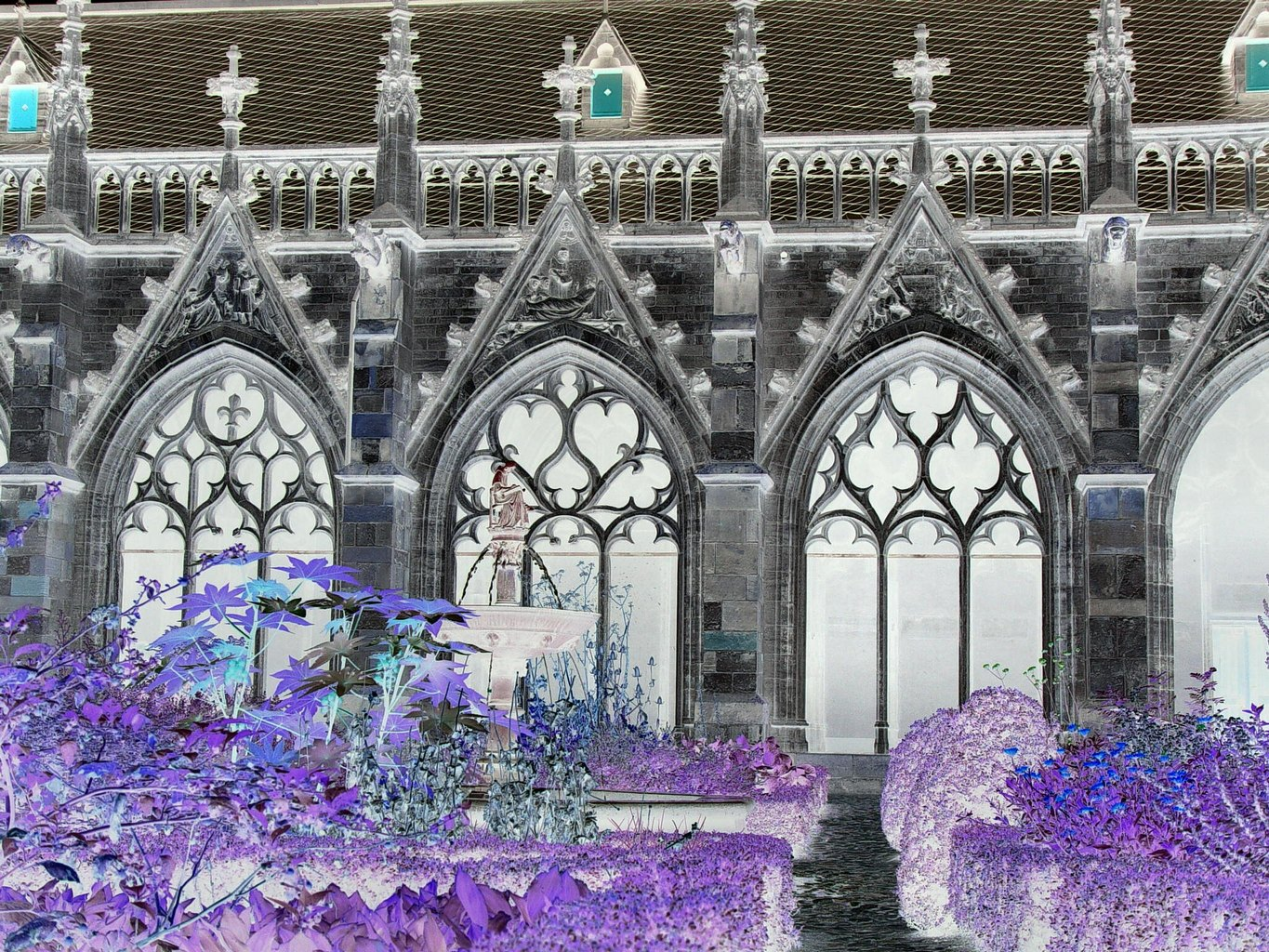
In het middelste venster zitten twee harten, Dom van Utrecht

Een hart is in het maaswerk van bijvoorbeeld een venster een bepaald siermotief in de vorm van een hart. De inkeping van het hartmotief wordt gevormd door een toot. Een hartmotief is een van de verschillende visblaasornamenten en werd voornamelijk gebruikt in de gotische traceringen van vensters. Ze worden veelvuldig gebruikt in combinatie met andere sierlijke motieven.
Het hartmotief heeft één toot. Wanneer het geen toten heeft wordt het een druppel genoemd en als het twee toten heeft een visblaas.